# 国際化社会
国際化（こくさいか、英語:Internationalization）とは、複数の国家が相互に結びつきを強め、相互に共同して行動したり、互いに経済的、文化的に影響をあたえあう事象全般をさし、国際化社会とは、国際化の進展している社会をさす。

## 国際化の時代
「ボーダーレス社会」という言葉通り、今日では交通や通信手段の発達によって、国境を越えて人やモノ、情報が動くようになり、世界はいっそう小さく感じられるようになった。その一方で、今日、地球的規模の環境破壊や国際紛争の解決、貿易摩擦やテロリズム、食の安全や感染症への対応、人権問題や諸外国からの労働者の受け入れの取り組みなど、国境をまたぐ問題が質的にも量的にも増えている。このようななかで、一国のみの立場からの解決は困難であり、みずからの価値観にとらわれず、広い視野をもち、異文化との共生が求められている。その共生が存在するためには、画一化した世界にならず、他国文化や自国文化といった多様な価値観と多彩な文化が世界に存在していることが前提である（自文化が無くなっては共生もなにも存在不可能）。これが、われわれひとりひとりの「内なる国際化（自文化と異文化の両尊重）」が求められるゆえんである。

## 国際化とグローバリゼーションの違い
国際化は「国際的な視点を持ち、地球規模の行動を起こす」という意味である。「国境線に基づいた国同士の相互作用」を促すものであり、他国からの影響は受けにくい概念である。
グローバリゼーションは「ヒト、モノ、カネが、国や地域を始めとした、あらゆる枠組みから外れて行き来する現象」を意味する。経済や文化などに相互連鎖関係が構築され、間接的な影響を受ける可能性がある。